# アルティーノアランチスビル

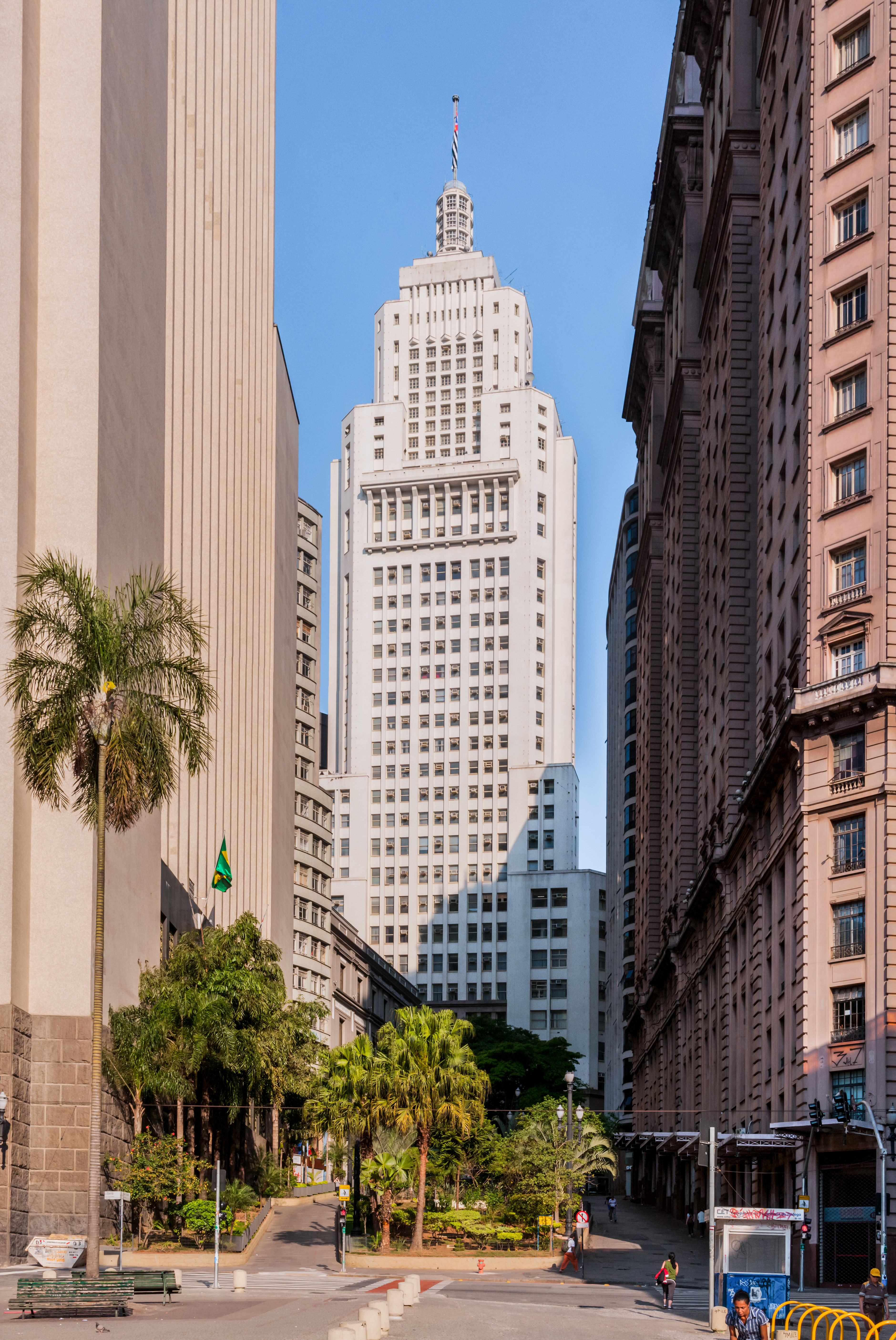
アルティーノアランチスビル

アルティーノアランチスビル（Edifício Altino Arantes） は、ブラジルのサンパウロにある超高層ビル。高さ161m、36階建て。2022年現在ブラジルで4番目の高さのビルである。